# Cheironitis indicus
Cheironitis indicus е вид бръмбар от семейство Листороги бръмбари (Scarabaeidae).

## Разпространение и местообитание
Видът е разпространен в Ботсвана, Намибия и Южна Африка.
Обитава гористи местности, места с песъчлива и суха почва, долини, храсталаци и савани.